# Marissen
Het Marissen is een natuurgebied ten oosten van Peij in de Nederlandse provincie Limburg. Het Limburgs Landschap bezit 21 ha in dit gebied.
Het betreft een droog voormalig stuifduingebied waarvan de hoogte varieert van ongeveer 30 tot maximaal 35 meter. Het bestaat uit akkers en naaldbos. Hier komt de kleine parelmoervlinder voor, de rups hiervan leeft op het akkerviooltje.
Het gehele gebied, dat 200 ha omvat, bestaat uit een afwisseling van bos en landbouwgrond op voormalig stuifzandgebied. Er ligt ook een ven: Het Kranenbroek.
In het gebied zijn een aantal wandelingen uitgezet, waaronder de houtwallenroute.